# Policia Nacional de l'Uruguai

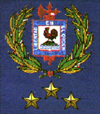
Logotip

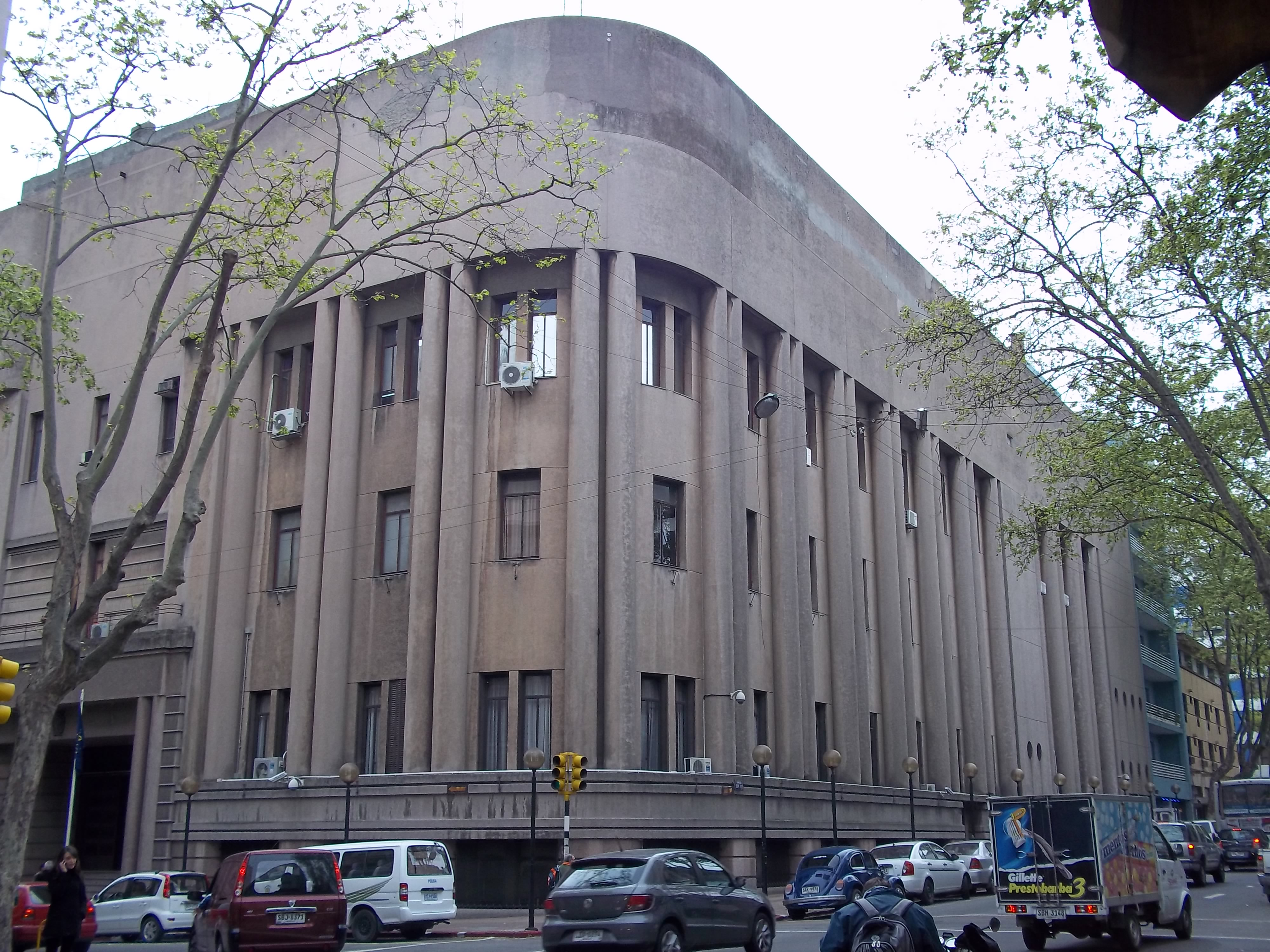
Seu de la Prefectura Nacional de Policia de l'Uruguai, a Montevideo.

La Policia Nacional de l'Uruguai (en castellà i oficialment: Policía Nacional de Uruguay) és la institució policial del país creada el 18 de desembre de 1829, formada per personal civil, amb atribucions completes de policia. Constitueix la força de seguretat, és un cos de caràcter nacional i professional, dependent del Poder Executiu mitjançant el Ministeri de l'Interior de l'Uruguai.
Com policia administrativa li competeix el manteniment de l'ordre públic i la prevenció dels delictes. En el seu caràcter d'auxiliar de la justícia, li correspon investigar els delictes, reunir les seves proves i lliurar els delinqüents als seus jutges.
Són obligacions de l'Estat Policial per al personal en activitat:
- Defensar la llibertat, la vida, i la propietat de totes les persones.
- El manteniment de l'ordre públic, la preservació de la seguretat, la prevenció i la repressió del delicte.

El servei policial ha de garantir protecció als ciutadans, brindant les garanties necessàries per a l'exercici dels seus interessos, sempre que sigui compatible amb els drets dels altres.

## Creació
El 18 de desembre de 1929, l'Assemblea General Constituent i Legislativa de l'Estat Oriental de l'Uruguai crea el càrrec de Cap Polític (Jefe Político) per als 9 departaments existents.

## Estructura

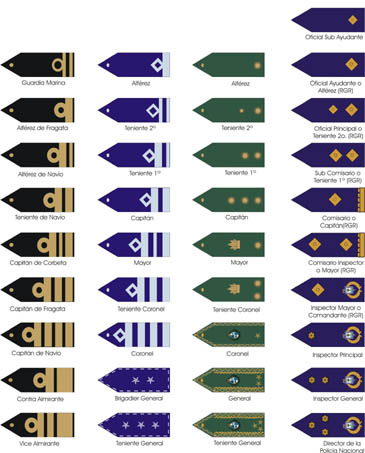
Correspondència entre els oficials de les Forces Armades i la Policia Nacional

La Policia Nacional és comandada pel director de la Policia Nacional, el qual com a càrrec polític és nomenat pel Ministre de l'Interior al costat del President de la República.
D'acord amb l'article 9 de la Llei Orgànica Policial, la Policia Nacional està integrada per les reparticions:
- Direcció Nacional d'Informació i Intel·ligència.
- Direcció Nacional de Policia Tècnica.
- Direccions de Policia Departamentals.
- Inspecció d'Escoles i Cursos.
- Escola Nacional de Policia (E.N.P.).
- Direcció Nacional de Bombers (D.N.B.).[2]
- Direcció Nacional de Policia Caminera (DNPC).
- Direcció nacional de Sanitat Policial (DNSP).
- Estat Major Policial.
- Junta Qualificadora per a Oficials Superiors.
- Direcció Nacional de Migració.
- Direcció Nacional d'Assistència Social Policial.
- Direcció Nacional d'Identificació Civil (DNIC).
- Direcció Nacional de Presons, penitenciàries i Centres de Recuperació (DNCP i CR).
- Direcció Nacional de repressió al Tràfic Il·lícit de Drogues (DNRTID).
- Regiment Guàrdia Nacional Republicana (en transició amb caràcter nacional).[3][4]